# Cautinus
Cautinus (auch Cautin; † 571 in Clermont) war von 551 bis 571 Bischof der Auvergne mit Sitz in Clermont.

## Leben
Zunächst diente Cautinus als Diakon in Issoire am Grab des hl. Austremonius. Er gestaltete dessen Schrein um und der Ort entwickelte sich zu einer Pilgerstätte, an der die Gläubigen die Hilfe des Heiligen erflehten.
Nach dem Tod des Bischofs Gallus im Jahr 551 usurpierte der beim Volk und Teilen des Klerus beliebte Priester Cato die Diözese. Erzdiakon Cautinus suchte darauf bei König Theudebald Unterstützung. Der König rief die Bischöfe in Metz zusammen und Cautinus wurde von diesen zum Bischof geweiht.
Cautinus stärkte seine Position in der gespaltenen Diözese dadurch, dass er die Hilfe von Heiligen suchte. Er unternahm eine Pilgerreise zum Schrein des Hl. Julian und förderte vor allem den Kult um den hl. Austremonius. Als der Bischofssitz von Tours im Jahr 556 freigeworden war, schlug Cautinus seinen Widersacher Cato als dortigen Bischof vor. Doch Cato hatte Unterstützung bei König Chlothar I. und vor allem bei dessen Sohn Chramn gefunden.
Cautinus’ Charakter war durch öffentliche Trunkenheit, mangelnde Bildung, Abhängigkeit von „Schmeicheleien der Juden“ und Gier geprägt. Er schreckte nicht einmal davor zurück, den Priester Anastasius, dessen Besitz er sich aneignen wollte, lebendig zu begraben.
Er starb wahrscheinlich kurz vor Ostern des Jahres 571 in Clermont an einer Seuche, welche die Auvergne heimsuchte.